# 白井美香
白井 美香（しらい みか、1977年4月10日 - ）は、日本の女性声優。北海道出身。

## 略歴
以前は81プロデュース（1999年4月 - 2007年3月）に所属し、フリー（2007年 - ）期間を経てALBAに所属していた。

## 人物
声種はソプラノ。
趣味はカラオケであり、カラオケオールナイトを特技とする。

## 出演作品

### テレビアニメ
2000年
- グラビテーション

2005年
- ガラスの仮面（横山）

2006年
- .hack//Roots（管理システム声）

### OVA
- おばけ長屋

2004年
- 新ゲッターロボ（アイニー、所員、女官 他）

### ゲーム
2004年
- プリンセスメーカー2 ※PS2
- プリンセスメーカー2 リファイン版 ※PC

### 舞台
- 『タンゴロマンティック』
- 『女たちが忠臣蔵』
- Pal's Sharer プロデュース公演 vol.4『にねんいちくみ保護会』（2007年11月15日 - 18日、阿佐ヶ谷アルシェ）[7]
- Pal's Sharer プロデュース公演 vol.5『Romeo+julist+Juliet』（2008年10月10日 - 13日、阿佐ヶ谷アルシェ）[8]

### その他
- ナムコ店内アナウンス[9]